# TV SLO 3
TV SLO 3 es un canal de televisión público de Eslovenia, perteneciente a RTV SLO. Es un canal que retransmite las sesiones del parlamento esloveno, documentales, entrevistas y noticias.

## Historia
La creación de un tercer canal para RTV SLO se decretó en 2005, mediante una ley en la que la emisora abriría un canal dedicado a las sesiones del parlamento esloveno y sus órganos relacionados.
El canal inició emisiones el 1 de mayo de 2008.
En 2012 TV SLO 3 adoptó su actual imagen corporativa y empezó a emitir en HD. Las emisiones en SD cesaron el 17 de enero de 2022.

## Imagen corporativa

2008 - 2012
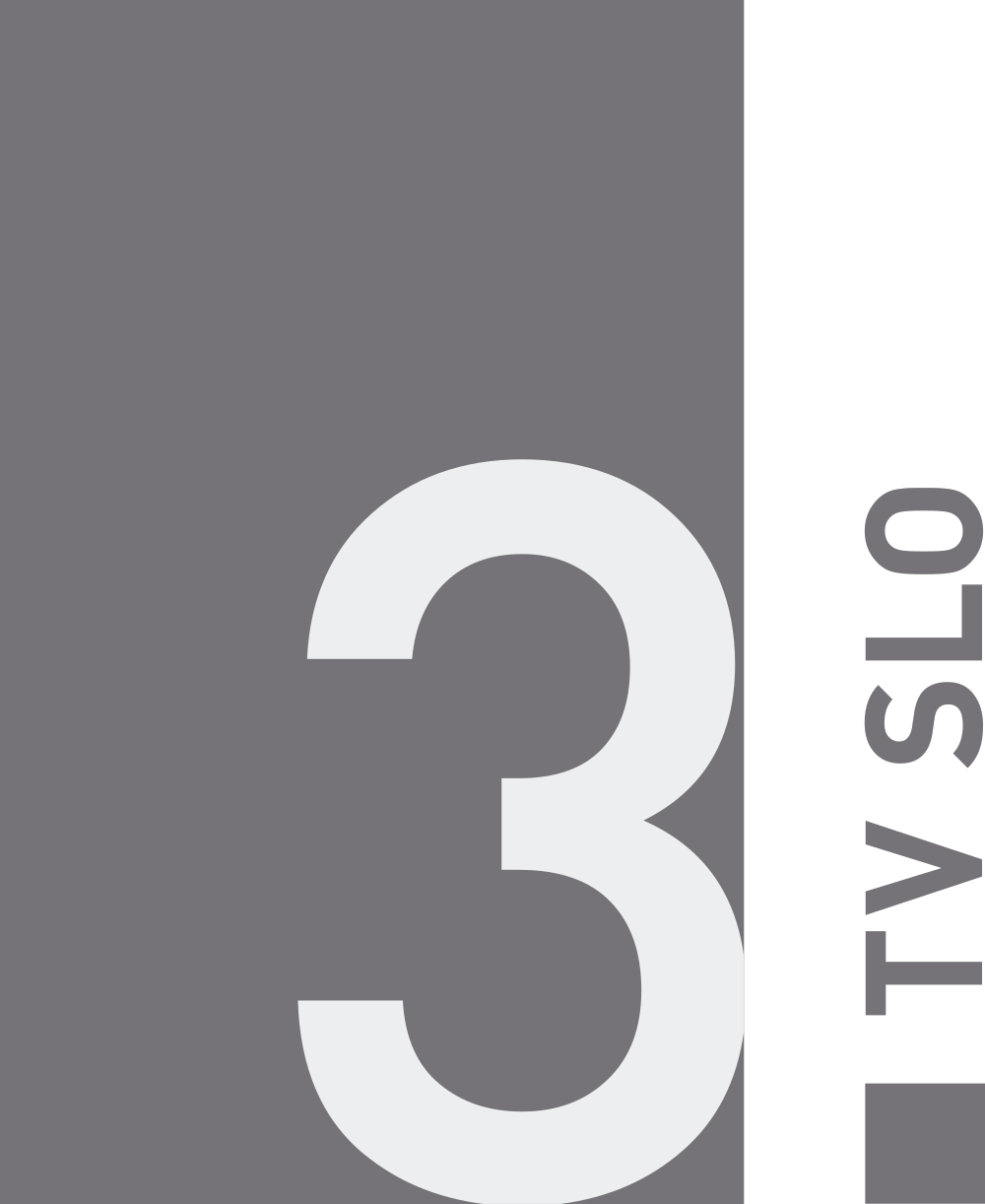
Desde 2012